# Шлютер, Вольфганг
Вольфганг Шлютер (нем. Wolfgang Heinrich Julius Schlüter; 1848—1919) — немецкий учёный-германист; преподаватель и библиотекарь Дерптского университета.

## Биография
Родился 9 августа 1848 года в Ганновере. В 1867/1868 гг. изучал филологию в Гейдельбергском университете, в 1868/1869 гг. — в Гёттингенском университете и в 1869/1870 гг. — в Дерптском университете. После участия во франко-прусской войне 1870/1871 годов он занимался у своего двоюродного брата Лео Мейера в Дерпте и сдал экзамены на звание старшего учителя в Гёттингене в 1873 году. В 1873/1874 годах работал учителем в Клаустале; в 1874 году он получил в Гёттингенском университете докторскую степень.
В 1874—1877 годах был хранителем университетской библиотеки в Гейдельберге. С 1877 года работал в Дерпте: сначала был старшим преподавателем в Дерптской гимназии (до 1885), с 1882 года — помощником библиотекаря университетской библиотеки, с 1888 по 1909 годы — библиотекарь. В 1892 году он стал магистром сравнительного языкознания и с 1893 года преподавал в качестве приват-доцента на кафедре германистики Дерптского университета.
С 1878 года был женат на Габриэле Мейер, дочери Ф. Е. Мейера.
С 1899 по 1912 годы был президентом Учёного эстонского общества при Дерптском университете. С 1905 года — член-корреспондент Курляндского общества литературы и искусства, с 1909 года — член Эстонского литературного общества, с 1912 года — член Королевской академии нидерландского языка и литературы.
В 1914 году вернулся в Германию. С 1918 года снова был библиотекарем Дерптской университетской библиотеки.
Умер 14 января 1919 года в Кёнигсберге.

## Сочинения
- Die Nowgoroder Schra in sieben Fassungen vom XIII. bis zum XVII. Jahrhundert. — Dorpat, 1911.
- Heinrich Bulte[1] Zur Geschichte der Universität Dorpat // Deutsche Rundschau. Bd. 170. — März 1917. — S. 358—374.

Также ему принадлежат различные сочинения по балтийской географии и истории.